# جون جوزيف كانتويل
جون جوزيف كانتويل (بالإنجليزية: John Joseph Cantwell)‏ هو كاهن كاثوليكي وقسيس أمريكي، ولد في 1 ديسمبر 1874 في ليمريك في جمهورية أيرلندا، وتوفي في 30 أكتوبر 1947 في لوس أنجلوس في الولايات المتحدة.